# 佩拉约·诺沃
佩拉约·诺沃·加西亚（西班牙語：Pelayo Novo García，1990年11月1日—2023年2月28日）是一名前西班牙足球運動員，司職中場。在意外後他被迫從足球生涯退役，成為一個輪椅網球運動員。

## 生平
诺沃生於西班牙阿斯图里亚斯奥维耶多，在家鄉球會奥维耶多學習踢球，首三年職業生涯在西班牙足球乙二级联赛打滾，他最後一季效力奥维耶多時，在聯賽共上場34次打進7球，助球隊以第6名完成聯賽。
2012年7月，他與西班牙足球乙级联赛球會埃尔切簽約三年加盟並在8月19日首次上場，在終場前以替補身份入替卡里斯·基爾，最終球隊以4-2擊敗蓬费拉迪纳体育协会。10月6日，他打進在聯賽首顆進球，助球隊以2-1擊敗米兰德斯。2013年7月，他與球會續約兩年，並外借到科尔多瓦。2014年7月29日，他被外借到西乙球季卢戈至季末。
2017年6月，埃尔切在西乙保級失敗後，诺沃便外闖轉投羅馬尼亞足球甲級聯賽球會克卢日。但同年8月28日，他與球會解除合約，回國加盟阿爾巴塞特。
2018年3月31日對韦斯卡前，他從球隊酒店三樓墮下，立即被送往醫院搶救，結果他下半身終身癱瘓，使他不得不從足球生涯退役。此後他轉型成為一名輪椅網球運動員，世界排名最高為161名。
2023年2月28日，他在家鄉奥维耶多被一列火車撞到而離世，享年32歲。

## 外部連結
- Pelayo在BDFutbol中的档案
- Pelayo at Futbolme （西班牙語）
- Soccerway資料庫：Pelayo